# Sejm nadzwyczajny 1677
Sejm został zwołany przez króla Jana III Sobieskiego 4 grudnia 1676 roku, jako sejm nadzwyczajny, na 14 stycznia 1677 roku. Sejmiki przedsejmowe odbyły się 10-17 grudnia 1676 roku, zaś główny mazowiecki 4 stycznia 1677 roku. Sejm obradował w dniach 14 stycznia do 26 kwietnia 1677 roku. Marszałkiem obrano Władysława Michała Skoroszewskiego, chorążego poznańskiego. Sejm zajął się przede wszystkim stosunkami z Turcją po zawartym rozejmie w Żórawnie (17 października 1676 roku). Uchwalono ponownie podatki, ale jednocześnie posłowie zdecydowali o znacznej redukcji liczby wojska.